# Битка код Брајтенфелда (1642)
Битка код Брајтенфелда одиграла се 2. новембра 1642. године између Шведске и Светог римског царства. Битка је део Тридесетогодишњег рата и завршила се победом Шведске.

## Битка
Швеђане је предводио Ленарт Торстенсон (20.000 војника од чега 10.000 коњаника), а царевце надвојвода Леополд Вилхелм и фелдмаршал Пиколомини (23.000 војника од чега 16.000 коњаника). Ова битка је једна од најкрвавијих у Тридесетогодишњем рату: царевци су имали 5.000 погинулих (исто толико заробљених), а Швеђани 4.000 погинулих и рањених.